# غور الصافی

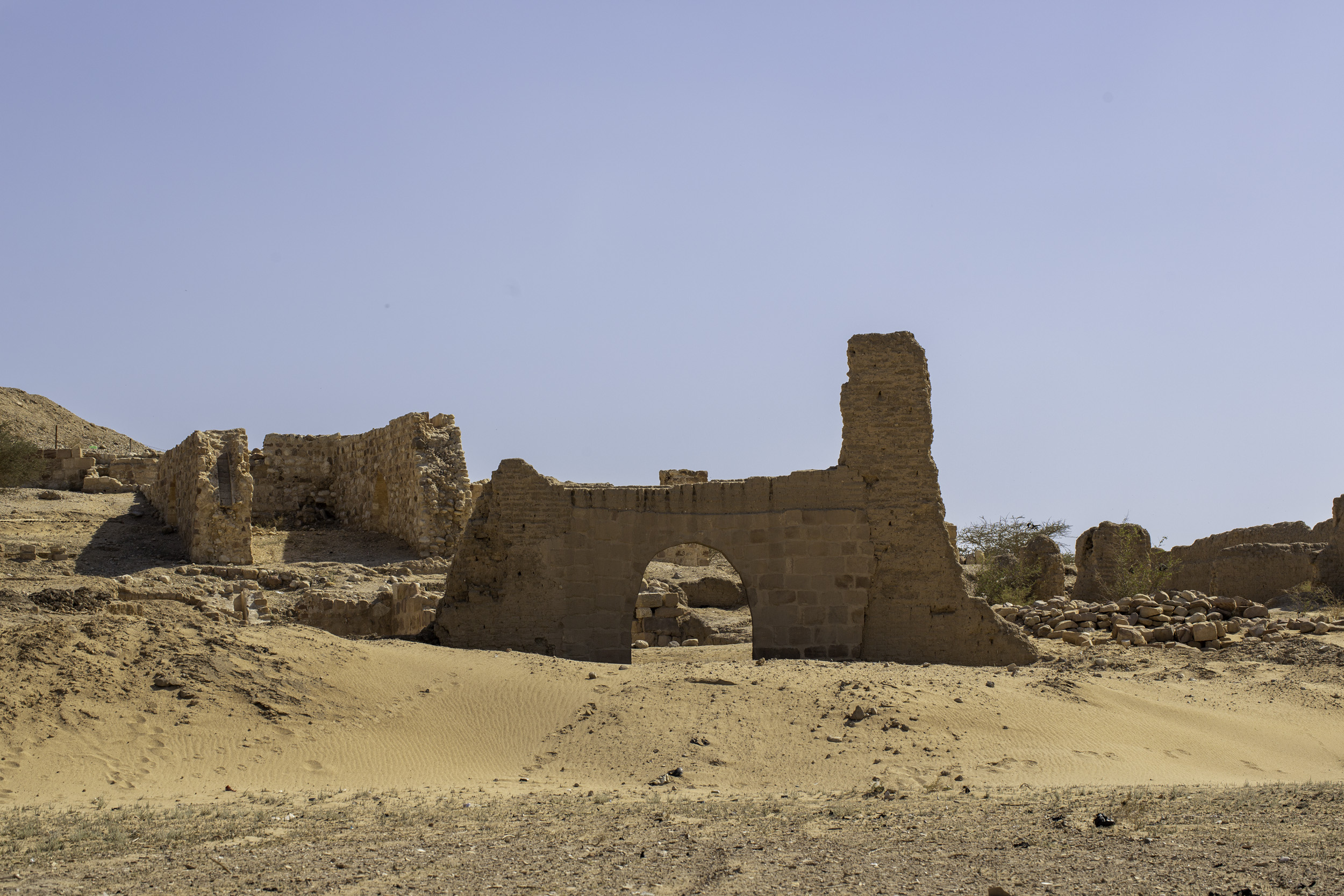
توضیح: عکسی از یکی از کارخانه‌های باستانی در غور آل صافی که برای صنعت نیشکر استفاده می‌شد و (کارخانجات آل صافی) نام داشت.

شهر غور الصافی (به عربی: غور الصافی) در الکرک در کشور اردن واقع شده‌است. جمعیت این شهر ۱۶٫۷۵۶ نفر است.